# Windows Media
Windows Media – technologia multimedialna opracowana przez firmę Microsoft. Obejmuje narzędzia Windows Media Format do kodowania i dekodowania audio i wideo, Windows Media Services do publikowania strumieniowego audio i wideo na serwerze, a także Windows Media Player do odtwarzania multimediów.

## Natywne formaty
| Typ | Przeznaczenie                                           |
| --- | ------------------------------------------------------- |
| WAV | Audio                                                   |
| AVI | Wideo i (lub) audio zakodowane dowolnymi kodekami       |
| ASF | Wideo i (lub) audio zakodowane dowolnymi kodekami       |
| WMA | Audio zakodowane kodekami firmy Microsoft               |
| WMV | Wideo i (lub) audio zakodowane kodekami firmy Microsoft |